# Nikita Von James
Nikita Von James (Smolensk; 11 de abril de 1977) es una actriz pornográfica rusa.

## Biografía
Nikita Von James nació en la ciudad de Smolensk, al oeste de Rusia, en 1977. Durante su infancia practicó ballet, gimnasia artística, tenis y baloncesto. Mucho antes de dedicarse a la industria pornográfica, Von James trabajó en un club de estriptis antes de dar el paso en 2008, con 31 años de edad.
Al igual que otras tantas actrices que comenzaron con más de treinta años en la industria, por su físico, su edad y atributos, fue etiquetada como una actriz MILF. Muchas de sus películas han tratado esta temática, así como la de lésbica entre MILF, interracial o con chicos más jóvenes.
Desde 2008 hasta la actualidad, ha trabajado con importantes estudios como Bang Bros, Girlfriends Films, Reality Kings, Naughty America, Jules Jordan Video, Zero Tolerance, 21Sextury, Penthouse, Evil Angel o Brazzers.
Algunas de sus películas principales en su filmografía son I Only Want Pussy, Lex The Impaler 8 o Milfs Lovin' Milfs 3.
En 2015 estuvo nominada a Artista MILF del año en los Premios AVN y los Premios XBIZ.
Se retiró en 2021, habiendo rodado más de 280 películas como actriz.

## Premios y nominaciones
| Año  | Ceremonia    | Resultado | Premio                                    | Trabajo                  |
| ---- | ------------ | --------- | ----------------------------------------- | ------------------------ |
| 2014 | Premios XBIZ | Nominada  | Mejor escena de sexo en película vignette | Couples Seeking Teens 11 |
| 2014 | Premios XBIZ | Nominada  | Artista MILF del año                      | —                        |
| 2015 | Premios AVN  | Nominada  | Artista MILF/Cougar del año               | —                        |
| 2015 | Premios AVN  | Nominada  | Premio fan: MILF más caliente             | —                        |
| 2015 | Premios XBIZ | Nominada  | Artista MILF del año                      | —                        |
| 2016 | Premios AVN  | Nominada  | Premio fan: Mejores pechos                | —                        |